# Saint-Martin-Cantalès
Saint-Martin-Cantalès è un comune francese di 179 abitanti situato nel dipartimento del Cantal nella regione dell'Alvernia-Rodano-Alpi.

## Società

### Evoluzione demografica
Abitanti censiti